# Letecká služba Policie České republiky

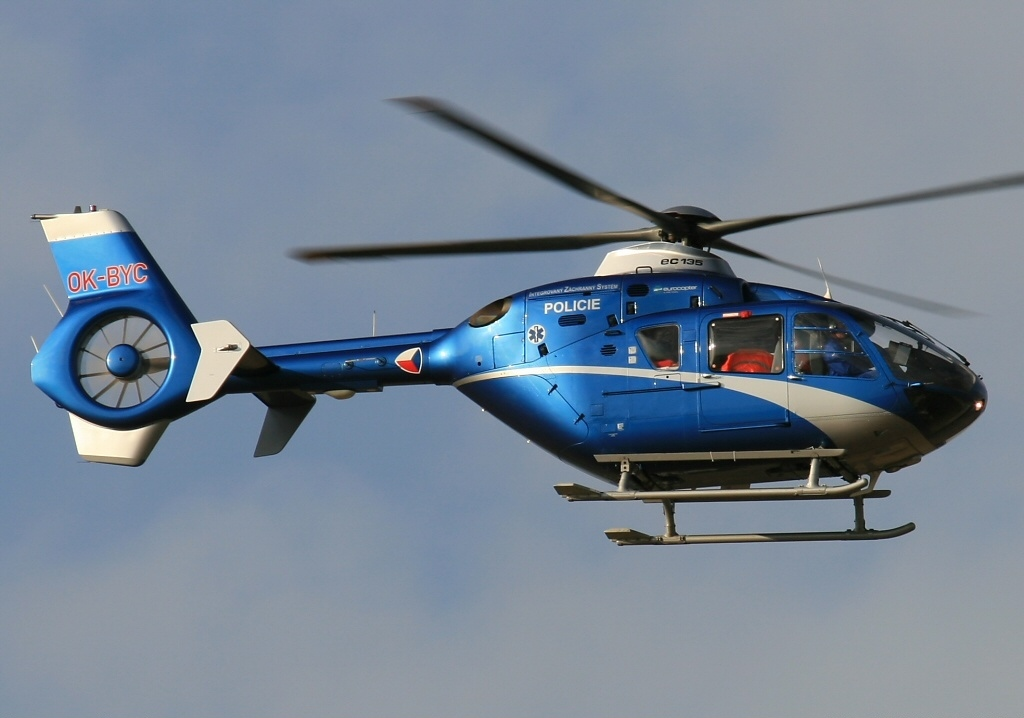
Vrtulník EC 135 T2 s imatrikulací OK-BYC ve zdravotnické konfiguraci

Letecká služba Policie ČR (LS PČR) nebo Letecká služba (LS) je útvar Policie České republiky s celostátní působností, který vznikl v roce 1993. Jde o přímého pokračovatele činnosti Letecké služby Federálního policejního sboru, která existovala v letech 1991 až 1993. Úkoly LS PČR lze rozdělit na dva typy činností:
- letecká činnost ve prospěch útvarů Policie ČR
- letecká činnost ve prospěch složek integrovaného záchranného systému (IZS) podle zákona č. 239/2000 Sb., o integrovaném záchranném systému.

V současné době disponuje Letecká služba Policie ČR hlavní základnou na mezinárodním Letišti Praha-Ruzyně (hangár D, Terminál Jih), základnou na mezinárodním Letišti Brno-Tuřany a základnou v areálu integrovaného záchranného systému v Ostravě–Zábřehu. Do 31. prosince 2008 měla LS PČR trvalou základnu také v Hradci Králové. Policie ČR má k dispozici celkem 15 vrtulníků, z nichž 9 je lehké váhové kategorie a 6 vrtulníků je střední kategorie. Od roku 2003 nedisponuje vrtulníky těžké kategorie. Největší význam vrtulníků se projevil ve prospěch letecké záchranné služby (LZS) a při záchranných akcích během povodní na Moravě v roce 1997 a při povodních v Čechách v roce 2002.
První doložený let policejního letadla na území českých zemí proběhl v prosinci 1920. Teprve v roce 1935 vznikl první oficiální letecký útvar – Četnické letecké hlídky. Její činnost byla ukončena v roce 1939 a po skončení druhé světové války v roce 1945 byla činnost letecké policie obnovena. Během následujících desetiletí se policejní letka mnohokrát transformovala, často se měnily také její činnosti. V roce 1977 se představitelé ministerstva vnitra začali zabývat zavedením letecké záchranné služby na území Československé socialistické republiky. První let s lékařem na palubě proběhl v roce 1984 a 1. dubna 1987 vznikla v ČSSR oficiálně letecká záchranná služba. Po pádu komunistického režimu v Československu vznikl v roce 1990 Úřad Federálního ministerstva vnitra pro leteckou službu. Jednalo se o novodobý policejní útvar, jehož prioritami se stala obměna leteckého parku a zkvalitnění letecké záchranné služby. Policejní útvary vzniklé po roce 1990 byly přímými předchůdci dnešní Letecké služby Policie ČR. Ředitelem byl do 31.12.2024 plk. Ing. Tomáš Hytych.

## Historie policejního letectva v českých zemích

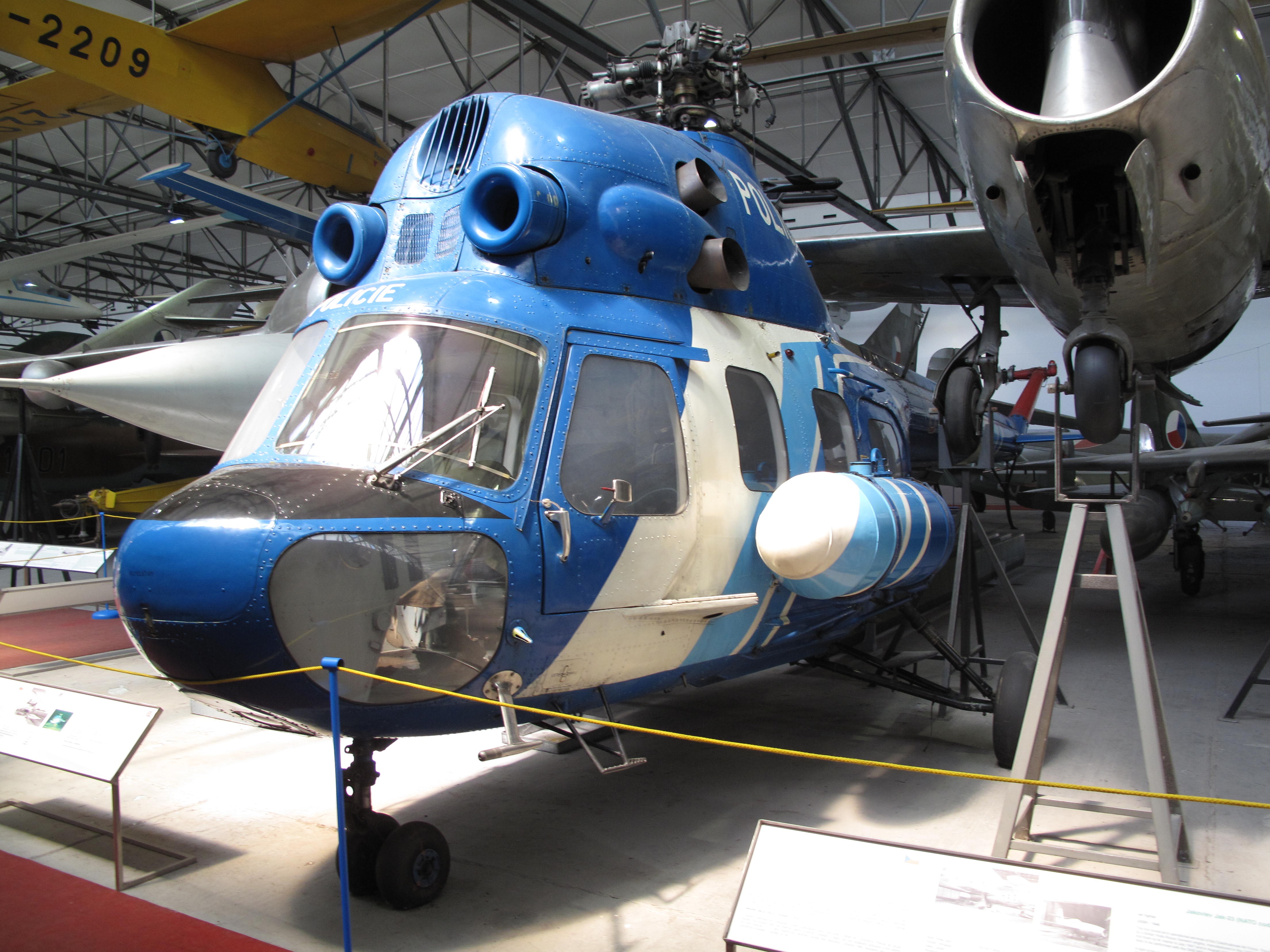
Policejní vrtulník Mi-2 s imatrikulací B-2530 v Leteckém muzeu Kbely

Historie policejního letectva na území českých zemí se začala psát v prosinci 1920, kdy bylo poprvé použito letadlo k plnění policejních úkolů. Tehdejší velitelství československého četnictva mělo k dispozici tři francouzské dvouplošníky SPAD S.VII. První oficiální policejní letecký útvar vznikl v roce 1935, a to četnické letecké hlídky. Četnické letecké hlídky zanikly v roce 1939. O obnovení policejního letectva uvažovala exilová vláda ještě před koncem druhé světové války, ale ke skutečné obnově došlo až v roce 1945, kdy vznikl letecký oddíl Pohotovostního pluku. Útvar spadal organizačně pod Zemské velitelství Sboru národní bezpečnosti. V roce 1947 se útvar přejmenoval na Bezpečnostní letectvo. Bezpečnostní letectvo zaniklo v roce 1950 a Československo bylo krátce bez letecké policie. Velení Sboru národní bezpečnosti si však uvědomovalo, že policejní letectví je nepostradatelné a v roce 1951 vznikla bezpečnostní letka, která spadala organizačně pod Ministerstvo národní bezpečnosti. V roce 1953 zaniklo Ministerstvo národní bezpečnosti a s tím vznikl Letecký oddíl Ministerstva vnitra.
Ministerstvo vnitra provedlo počátkem 70. let velkou obměnu leteckého parku. V 60. letech sloužily pouze tři dosluhující stroje Mil Mi-4. V roce 1970 byly ze Sovětského svazu dodány první těžké vrtulníky Mil Mi-8, v roce 1972 byl letecký park doplněn o řadu lehkých vrtulníků Mil Mi-2, které byly dodávány z Polska. Policejní letectvo disponovalo také letouny, od počátku sedmdesátých let byly dodávány stroje Jakovlev Jak-40, Iljušin Il-62 a Tupolev Tu-134. V roce 1979 byl útvar přejmenován na Letecká správa Federálního ministerstva vnitra. Nový útvar se od roku 1977 zabýval zřízením letecké záchranné služby na území Československé socialistické republiky. První pokusné lety s lékařem na palubě proběhly v roce 1984 a 1. dubna 1987 vznikla v ČSSR oficiálně letecká záchranná služba. Letecká správa Federálního ministerstva vnitra zanikla v roce 1990.

## Historie Letecké služby Policie ČR
Vznik Letecké služby Policie ČR je spojen s rozpadem České a Slovenské Federativní Republiky a se vznikem samostatných států Česká republika a Slovensko. Od 1. ledna 1993 tak vznikly dva zcela nové policejní útvary – Letecká služba Policie ČR a Letecký útvar Ministerstva vnútra Slovenskej republiky. Přímým předchůdcem obou letek byla v letech 1991 až 1993 Letecká služba Federálního policejního sboru. Tato letka vznikla jako nástupce Úřadu Federálního ministerstva vnitra pro leteckou službu, který existoval v letech 1990 a 1991.

### Moderní policejní letka
Vznik Úřadu Federálního ministerstva vnitra pro leteckou službu v roce 1990 znamenal velkou změnu pro policejní letectví na území tehdejšího Československa. Od roku 1979 existovala Letecká správa Federálního ministerstva vnitra. Po rozpuštění Sboru národní bezpečnosti, zániku jeho letky a vzniku nového útvaru se změnily činnosti policejního letectva. Velký důraz byl kladen na záchrannou činnost, především zajištění letecké záchranné služby, letecké služby pátrání a záchrany, pátrání po pohřešovaných osobách a věcech, demarkaci státních hranic a další. Noví vládní představitelé se také intenzivněji zabývali obměnou starých vrtulníků za moderní stroje, které napomohly k vytvoření moderní policejní letky. V roce 1993 také došlo k rozdělení letecké techniky mezi policejní útvary v Česku a na Slovensku. Česká republika převzala devět vrtulníků Mil Mi-2, jeden stroj PZL Kania, dva těžké vrtulníky Mil Mi-8 a tři kusy MBB Bo 105. Slovensko získalo šest lehkých strojů Mil Mi-2 a čtyři těžké vrtulníky Mil Mi-8.

## Nová koncepce

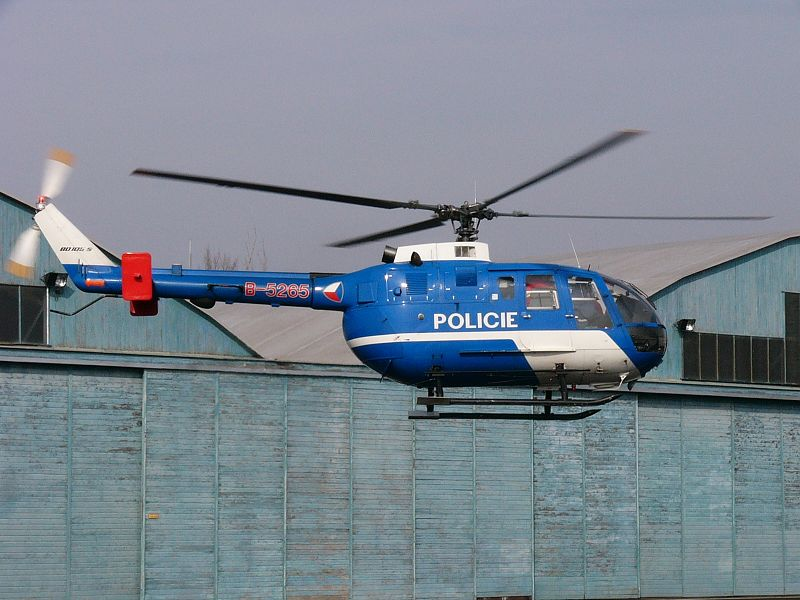
Tři vrtulníky MBB Bo 105 převzala po rozpadu České a Slovenské Federativní republiky v roce 1993 česká policejní letka, tyto stroje byly v souladu s přijetím nové koncepce v roce 2010 vyřazeny

V roce 2008 schválilo Ministerstvo vnitra České republiky novou koncepci Letecké služby Policie ČR s názvem „Koncepce Policie České republiky letecké služby do roku 2010 a dále 2015“. Ta počítá se zachováním současných základen v Praze a Brně a s vytvořením čtyř tzv. předurčených leteckých pracovišť. Na nich vrtulníky trvale neslouží, ale pracoviště fungují jako časově omezené základny při mimořádných událostech. Nová předurčená pracoviště vznikla v Hlučíně (IZS Moravskoslezského kraje), Hradci Králové (IZS Královéhradeckého a Pardubického kraje), Plzni (IZS Plzeňského a Karlovarského kraje) a v Plané u Českých Budějovic (IZS Jihočeského kraje). Ostatní kraje jsou pokryty ze základen v Praze a Brně. Hlavní doposud realizované plány nové koncepce zahrnují obměnu vrtulníků Policie ČR za novější typy (obměna dokončena v roce 2008), rekonstrukci stávajících vrtulníků střední kategorie Bell 412 a prodej starších vrtulníků MBB Bo 105. V souladu s koncepcí ukončila Letecká služba Policie ČR k 31. prosinci 2008 provoz letecké záchranné služby na stanicích Kryštof 06 v Hradci Králové a Kryštof 04 v Brně. Současně tak úplně zanikla základna LS PČR v Hradci Králové a došlo ke změně činností základny v Brně, která zůstala zachována. LZS byla zajištěna v Jihomoravském kraji od 1. ledna 2009 nestátním provozovatelem Alfa-Helicopter a v Královéhradeckém kraji od stejného data nestátní společností DSA. Policie ČR provozovala nadále pouze základnu Kryštof 01 v Praze, a to až do 1. ledna 2017, kdy začala po osmi letech opět zajišťovat leteckou záchrannou službu ze základny Kryštof 04 v Brně. V květnu 2017 byla do provozu uvedena nová základna Letecké služby Policie ČR v Ostravě–Zábřehu, kde slouží každý lichý týden vrtulník Eurocopter EC 135. Nová základna se nachází ve společném areálu integrovaného záchranného systému společně se základnou vrtulníku letecké záchranné služby Kryštof 05.
Původní plán před schválením nové koncepce počítal s ponecháním existujících základen v Praze, Brně a Hradci Králové a s rozšířením sítě pohotovostních základen. Ty měly být zřízeny do konce roku 2008 v Ostravě, Karlových Varech a Českých Budějovicích. Plán však nebyl realizován.

## Činnosti

### Pro útvary Policie ČR

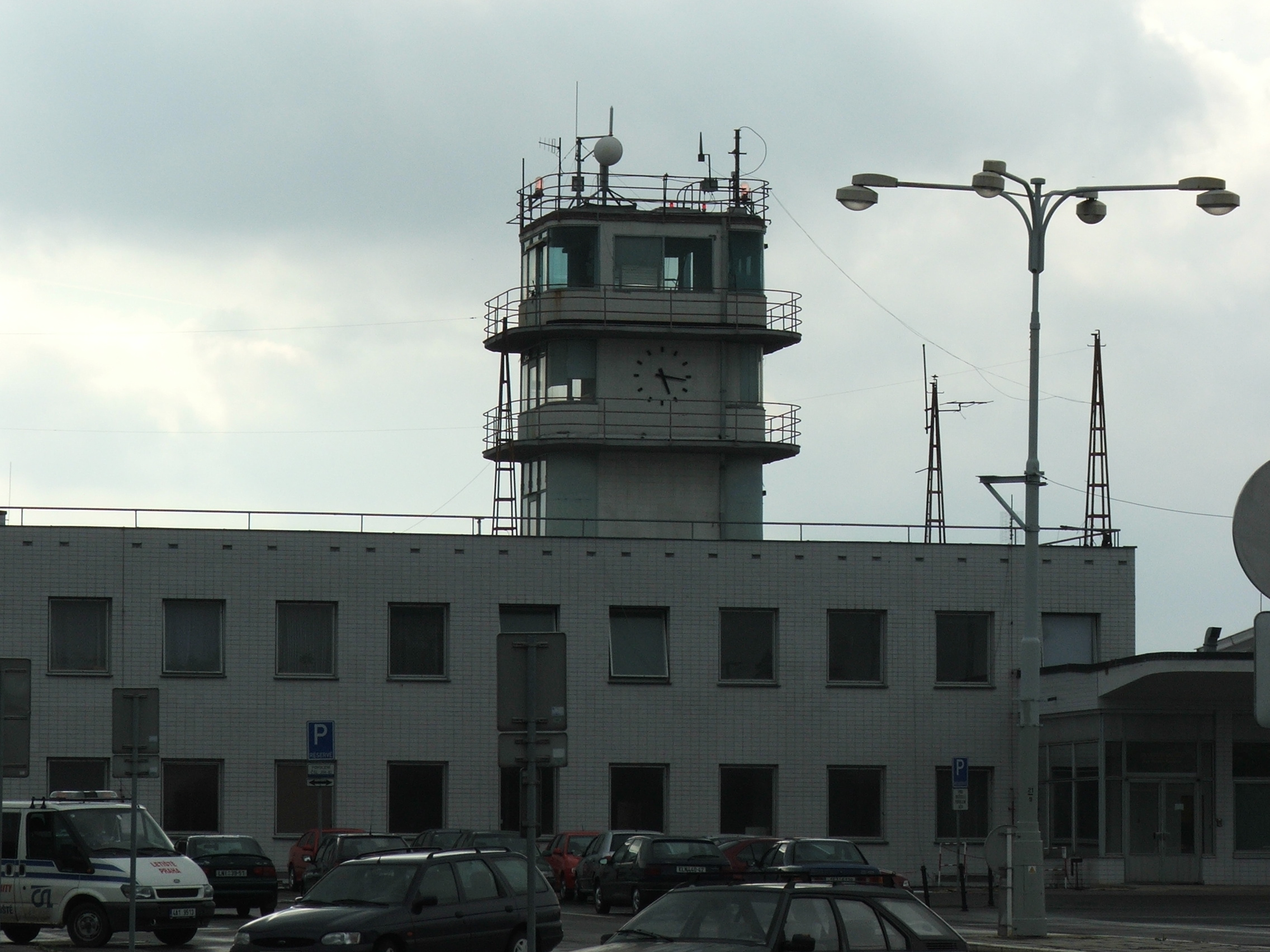
Řídící věž Terminálu Jih na pražském ruzyňském letišti

Pro ostatní (především pozemní) útvary Policie ČR zajišťuje:
- pohotovostní nasazení a zásahy
- nasazení vrtulníku v pátracích akcích (pátrání nejčastěji po pohřešovaných osobách a pachatelích trestné činnosti)
- dokumentace trestné činnosti a sledování osob
- dopravní průzkum a řízení dopravy
- vzdušné řízení a dokumentace policejních akcí
- vzdušná ochrana a dozor
- dozor nad režimem státních hranic
- výcvikové a instruktážní lety

### Pro složky integrovaného záchranného systému
V rámci integrovaného záchranného systému zajišťuje:
- leteckou záchrannou službu
- službu SAR – pátrání a záchrana
- nasazení v zahraničí
- spolupráci s Hasičským záchranným sborem České republiky
- spolupráci s Horskou službou České republiky
- spolupráci s krizovým štábem a Bezpečnostní radou státu
- spolupráci s ostatními složkami IZS v případě vyhlášení mimořádného stavu

## Provoz letecké záchranné služby

### Historie

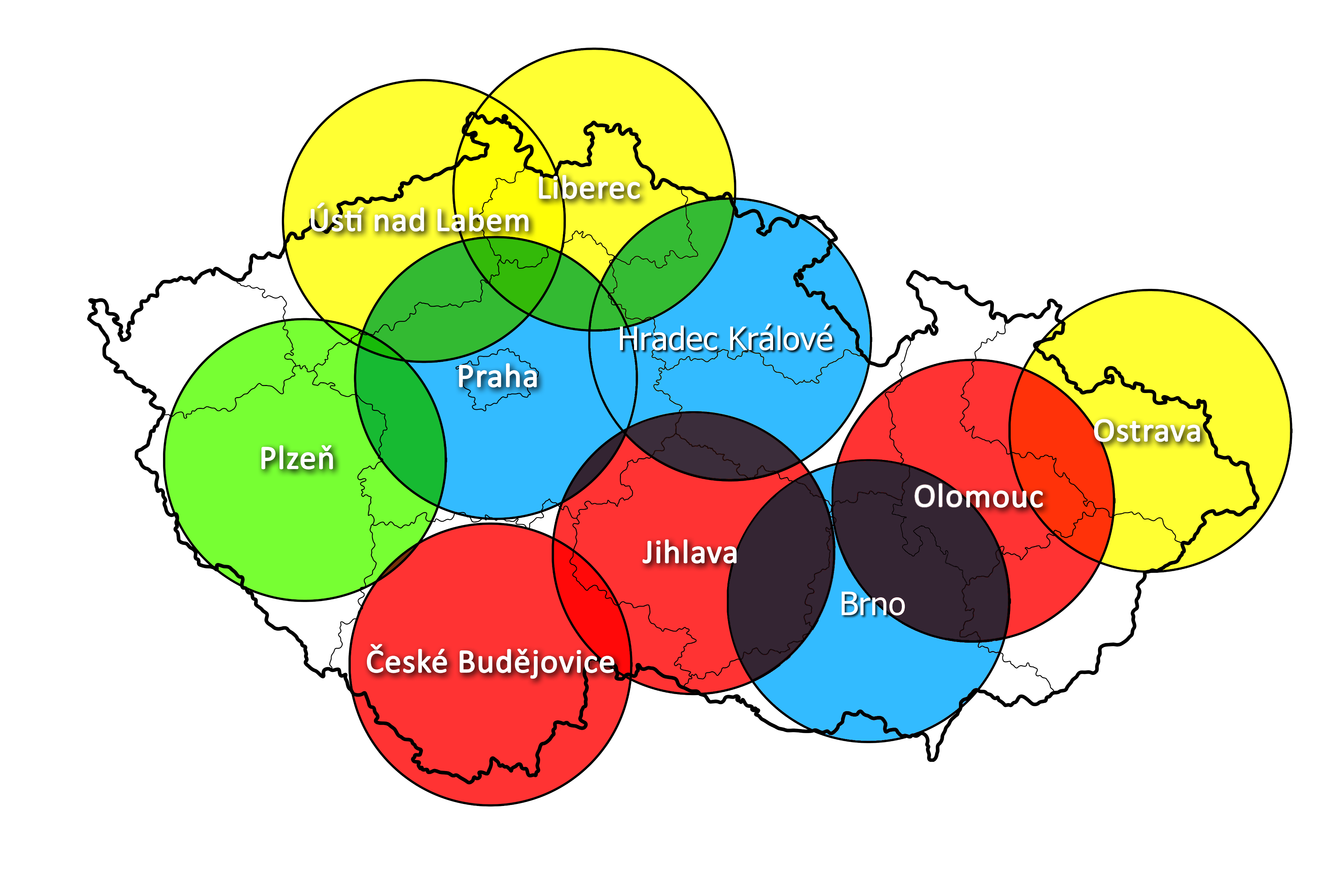
Do konce roku 2008 zajišťovala Letecká služba Policie ČR provoz letecké záchranné služby na stanicích v Praze, Brně a Hradci Králové

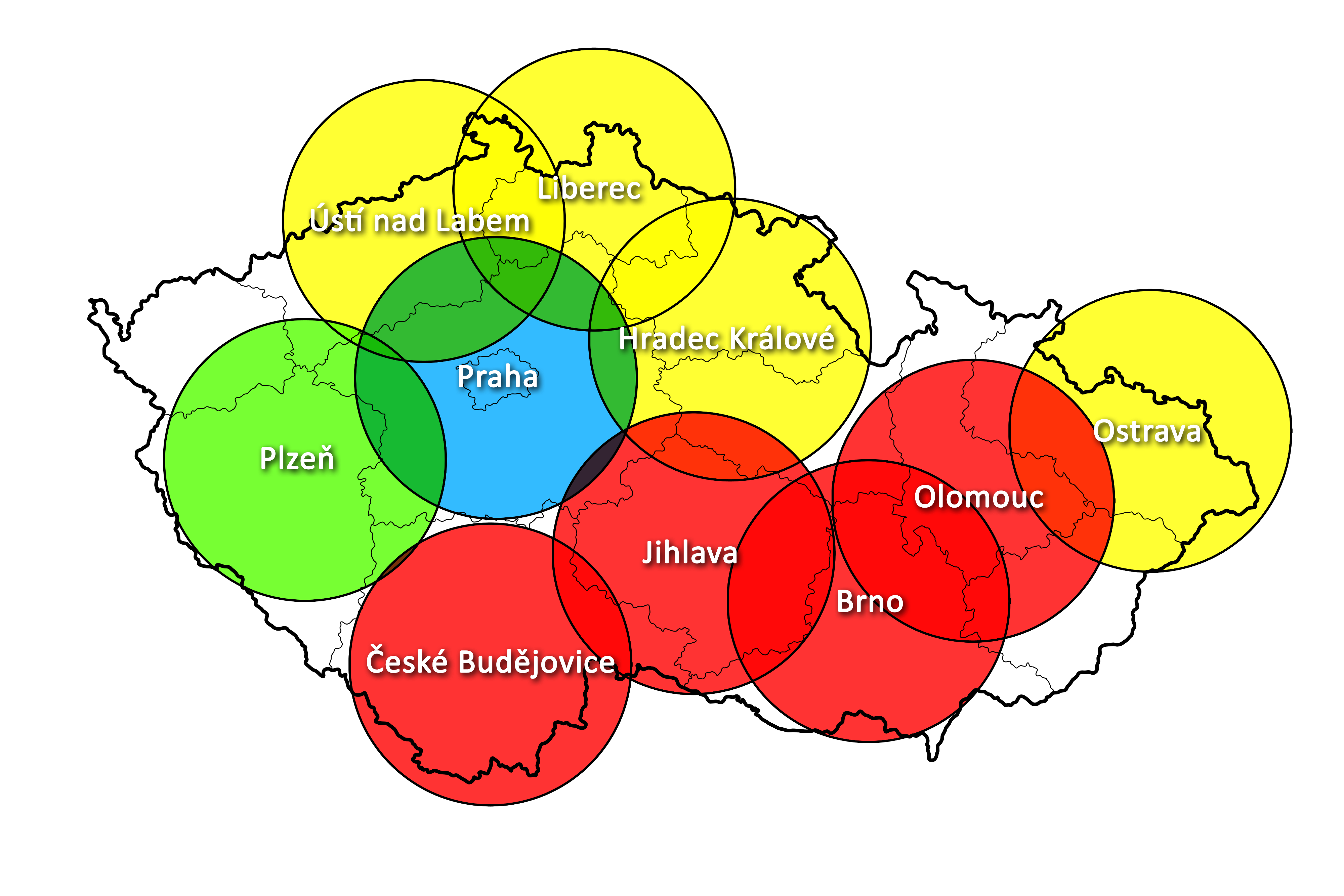
Mapa rozložení stanic letecké záchranné služby v letech 2008–2016
DSA
Alfa-Helicopter
Letecká služba Policie ČR
Armáda ČR

První základnou letecké záchranné služby v Československu se stala základna Kryštof 01 v Praze. Provoz letecké záchranné služby byl zahájen 1. dubna 1987 v 7:15. Sběr dat ke spuštění letecké záchranné služby započal již v roce 1977. Federální ministerstvo vnitra, ministerstvo zdravotnictví a Ústav národního zdraví shromažďovali informace o provozu LZS v ostatních evropských zemích. Provoz LZS byl však pouze denní, od východu do západu slunce. Na tři roky se podařilo získat od Leteckého oddílu Federálního ministerstvo vnitra oprávnění pro noční provoz, ale pouze pro lety podle viditelnosti. Dvě zkušební etapy nočního provozu proběhly bez zvláštního oprávnění až v roce 1997. V první etapě, která probíhala od 1. dubna do 30. října, činil podíl nočních letů na celkovém počtu vzletů 9,2 %. V druhé etapě probíhající od 1. listopadu do 31. prosince se podíl zvýšil na 21,2 %. Po vyhodnocení byla stanice přeorganizována na nepřetržitý provoz a vrtulníky LS PČR slouží pro potřeby LZS 24 hodin denně.
Prvním užívaným strojem byl od roku 1987 Mil Mi-2 (imatrikulace B-2401). Vrtulníky Mi-2 však sloužily u policejního letectva už od roku 1972 a stroje byly již zastaralé. Do roku 1994 byla na stanici testována celá řada jiných vrtulníků. V roce 1989 se ve službě objevil krátce středně těžký vrtulník W-3A Sokół, roku 1991 se představil moderní západní stroj BK 117, krátce také vrtulník Bo 105 a od 13. dubna 1992 do 1. října téhož roku stroj PZL Kania, který byl pronajat z Polska a vrátil se později výrobci. Od 10. srpna 1993 sloužil na základně trvale vrtulník Bell 412, který byl v roce 2004 nahrazen strojem Eurocopter EC 135 T2.
Do konce roku 2008 zajišťovala LS PČR leteckou záchrannou službu také na základnách v Brně a Hradci Králové. Ke zrušení LZS zajišťované policií došlo v souladu s přijetím nové koncepce. Jedním z důvodů změny provozovatele bylo přiblížení se evropskému modelu, kde je zajišťována LZS výhradně nestátními provozovateli. Policie ČR ani Armáda ČR, která provozuje nyní základnu v Plzni, nesplňují podle předpisů JAR OPS-3 podmínky na provozovatele. Organizačně nespadají pod Úřad pro civilní letectví a není možno je vyšetřovat Úřadem pro letecké nehody. LS PČR provozovala mezi 20. prosincem 1997 a 1. květnem 1998 leteckou záchrannou službu na stanici Kryštof 07 v Plzni, kde nebyl nový soukromý provozovatel schopen zajistit vrtulník. Od 1. ledna 2017 zajišťuje svými prostředky LS PČR opět leteckou záchrannou službu také ze základny Kryštof 04 v Brně.

### Úvahy o změně provozovatele
Ve většině evropských zemí je LZS zajišťována výhradně nestátními provozovateli. V České republice tito provozují šest stanic, na čtyřech stanicích slouží trvale vrtulníky státních institucí. V roce 2011 vyjádřili poslanci zdravotního výboru nespokojenost s provozem LZS, kterou zajišťují soukromí dopravci. Vadila jim především vysoká cena za provoz a trvalou pohotovost pracovníků. Jako možné řešení navrhli zajišťovat leteckou záchrannou službu na větším počtu stanic Armádou ČR a Leteckou službou Policie ČR. Letky obou organizací měly letecké kapacity k zajištění většího počtu stanic. Soukromí provozovatelé měli však provoz LZS smluvně uzavřen s ministerstvem zdravotnictví až do roku 2016.
V roce 2011 vydala expertní komise ministerstva vnitra a policejního prezidia doporučení zrušit provoz letecké záchranné služby, jež zajišťuje Letecká služba Policie ČR. Podle vyjádření odborníků je provoz příliš drahý a předáním provozu do rukou soukromého dopravce by Policie ČR ušetřila miliony korun. Kromě toho mělo letku opustit až 32 zaměstnanců a počet vrtulníků se měl snížit na sedm. Celkově tak mohla policie ušetřit až 50 milionů korun. Návrh komise však odmítl jak tehdejší ministr vnitra Jan Kubice, tak ředitel Zdravotnické záchranné služby hlavního města Prahy MUDr. Zdeněk Schwarz.

### Současnost

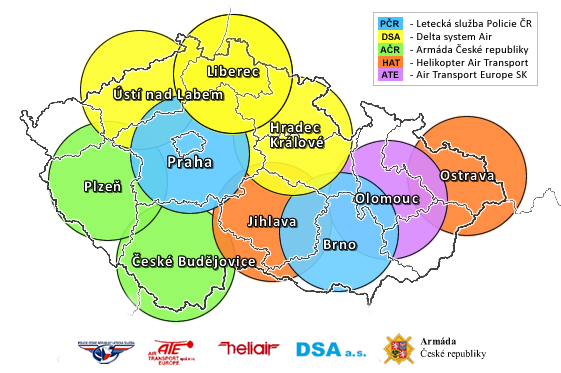
Mapa rozložení stanic letecké záchranné služby v České republice od 1.1.2017

V současné době zajišťuje Policie ČR leteckou záchrannou službu ze základen Kryštof 01 v Praze a Kryštof 04 v Brně. Spádová oblast vrtulníku Kryštof 01 zahrnuje kromě hlavního města Prahy také téměř celý Středočeský kraj. Vrtulník Kryštof 04 z brněnské základny zasahuje kromě samotného Jihomoravského kraje také v části Zlínského kraje. Zdravotnická část osádky (lékař, zdravotnický záchranář) jsou zaměstnanci příslušné krajské záchranné služby, piloti, letečtí inženýři a ostatní techničtí pracovníci náleží Letecké službě Policie ČR. Pro LZS je na obou základnách 24 hodin denně připraven vrtulník Eurocopter EC 135 T2 ve zdravotnické zástavbě. Na vyžádání je k dispozici druhý vrtulník se zdravotnickou zástavbou k přepravě transplantačních týmů nebo k přepravě inkubátorů s novorozenci. Přednemocniční neodkladné péče (PNP) je zajištěna podle zákona 374/2011 Sb. o zdravotnické záchranné službě.

## Provoz letecké služby pátrání a záchrany
Letecká služba pátrání a záchrany (SAR) je v Česku organizována a metodicky řízena Ministerstvem dopravy České republiky ve spolupráci s Ministerstvem vnitra České republiky a Ministerstvem obrany České republiky. Hlavní vykonavatelem služby SAR v Česku je Armáda České republiky, jejíž vrtulníky jsou v případě potřeby připraveny na Letišti Praha-Kbely.
Letecká služba Policie ČR není hlavním vykonavatelem služby SAR, ale v případě potřeby si může nasazení policejních vrtulníků vyžádat koordinační a řídící centrum. Primárně jsou ale policejní vrtulníky určeny pro policejní účely, služba SAR tvoří nástavbu standardní činnosti Letecké služby Policie ČR. Pro službu SAR jsou policejní vrtulníky připraveny na mezinárodním Letišti Praha-Ruzyně a mezinárodním Letišti Brno-Tuřany. Činnosti provozovatelů letecké služby pátrání a záchrany jsou upraveny zákonem 49/1997 Sb. o civilním letectví.

## Vrtulníky

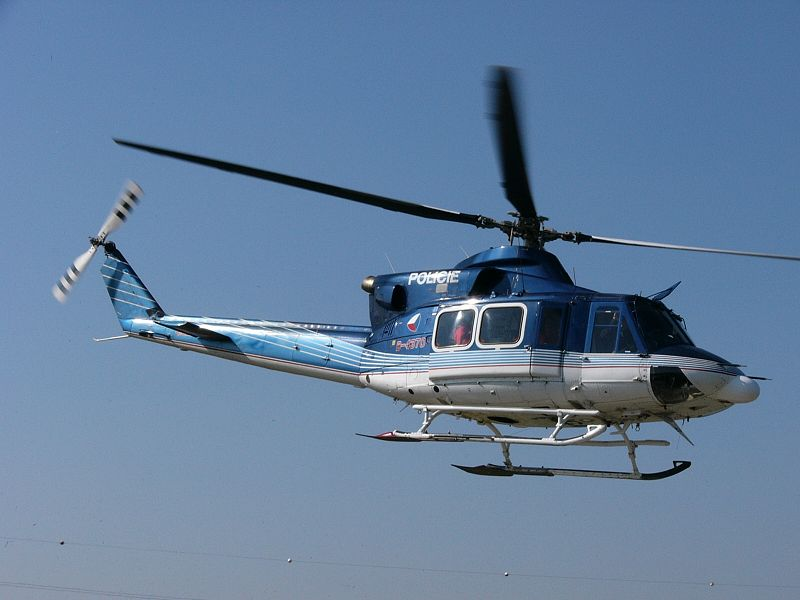
Bell 412 HP ve zdravotnické konfiguraci s imatrikulací B-4370 (později přeznačen na OK-BYQ) Letecké služby Policie ČR

Po roce 1990 začal řešit Úřad Federálního ministerstva vnitra pro leteckou službu problém dosluhujících vrtulníků Mil Mi-2. Ty sloužily u policie už od roku 1972 a začalo se projevovat jejich stáří. Jako první „nevýchodní" vrtulník byl dodán 7. května 1991 vrtulník MBB Bo 105, který sloužil dříve v Německu (imatrikulace B-5763). O tři dny později byl dodán druhý vrtulník MBB Bo 105 (B-5292). Ani jeden z vrtulníků nebyl nový, oba kusy byly v zahraničí již používány. První vrtulník nesloužil u policie ani rok, když 22. dubna 1992 havaroval. Druhý vrtulník havaroval 4. srpna 1999 a taktéž byl vyřazen. V průběhu roku 1992 byly dodány další dva vrtulníky MBB Bo 105, jež byly v modrém policejním zbarvení. Jeden z vrtulníků sloužil trvale až do roku 2004 pro potřeby letecké záchranné služby v Hradci Králové. Oba vrtulníky byly 22. října 2010 odprodány. Během 18 let provozu čtyř kusů Bo 105 nalétaly vrtulníky celkem 12 468 letových hodin, z toho 3 585 pro potřeby letecké záchranné služby v Hradci Králové.
Se vznikem Letecké služby Policie ČR v roce 1993 bylo potřeba stávající letecký park obměnit, neboť se plánovalo vyřazení všech vrtulníků Mi-2 do roku 1996. Vrtulník Mil Mi-2 vzlétnul v barvách Policie ČR naposledy 27. května 1996. Po havárii prvního Bo 105 v roce 1991 bylo rozhodnuto o nákupu středně těžkých vrtulníků Bell 412. Ty se již v únoru a březnu 1992 v Československu představovaly. Od 10. srpna 1993 sloužily u Policie ČR již dva vrtulníky Bell 412 HP. V březnu 1994 byly dodány další dva kusy a nasazeny do trvalého provozu. Od 8. ledna 2001 sloužil již pátý vrtulník Bell 412, ale ve výkonnější verzi EP. V roce 2006 byl prodán jeden z vrtulníků Bell 412 HP dodaný v roce 1994. Finanční prostředky z prodeje byly použity na nákup nového vrtulníku Bell 412 EP.

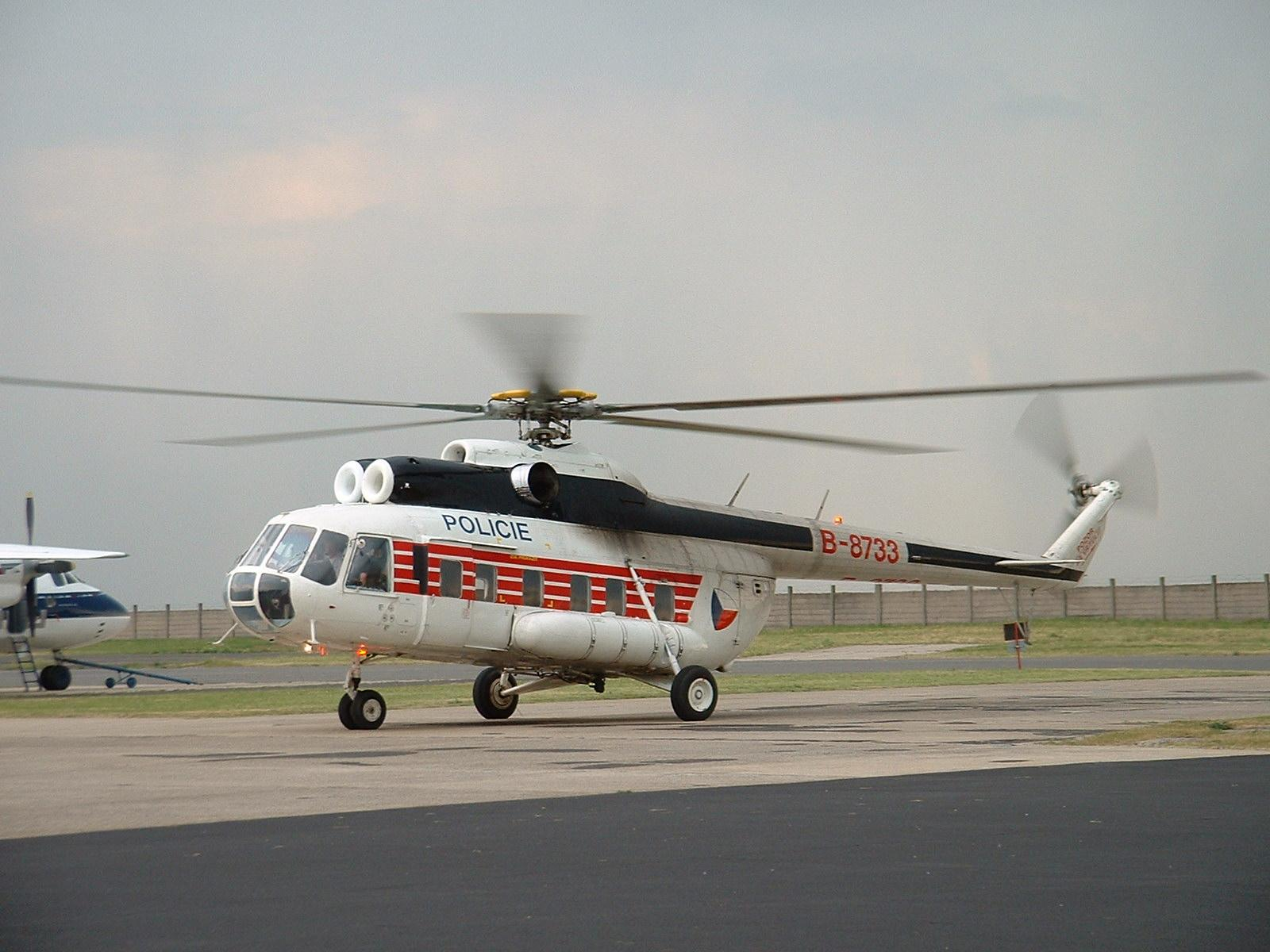
Vrtulník Mil Mi-8 ve službách Policie ČR těsně před vyřazením v červnu 2003

Do roku 2003 provozovala Letecká služba Policie ČR také dva těžké transportní vrtulníky Mil Mi-8. Ty byly k 31. prosinci 2003 odprodány. Naposledy vzlétl vrtulník Mil Mi-8 pro potřeby Policie ČR 24. června 2003. Tyto vrtulníky nebyly pro potřeby letecké záchranné služby běžně nasazovány, avšak v rámci letů pro transplantační program někdy vzlétaly i ve prospěch letecké záchranné služby.
V současné době nedisponuje Policie ČR vrtulníky těžké kategorie. Důvodem jsou především vysoké finanční náklady na provoz. Podle nové koncepce se vydala policie cestou nákupu více lehkých vrtulníků. Na přelomu tisíciletí provozovala Letecká služba Policie ČR celkem pět středních vrtulníků Bell 412, tři ve verzi HP a dva ve verzi EP, dále měla dva lehké vrtulníky Bo 105 a dva těžké vrtulníky Mi-8. S plánovaným vyřazením vrtulníků Mi-8 by se snížil počet vrtulníků natolik, že by nebylo možno v případě potřeby pokrýt dostatečně celé území státu, a tak bylo v roce 2002 vypsáno výběrové řízení na dodání osmi lehkých vrtulníků. Do výběrového řízení se přihlásili tři výrobci:
- Agusta – typ Agusta A109K2 (tento typ vrtulníků používá letecká záchranná služba na Slovensku a ve Švýcarsku)
- Eurocopter – typ Eurocopter EC 135 (nejrozšířenější lehký vrtulník pro leteckou záchrannou službu i policejní sbory v Evropě)
- McDonnell Douglas – typ McDonnell Douglas MD 902 (je používán především v USA)

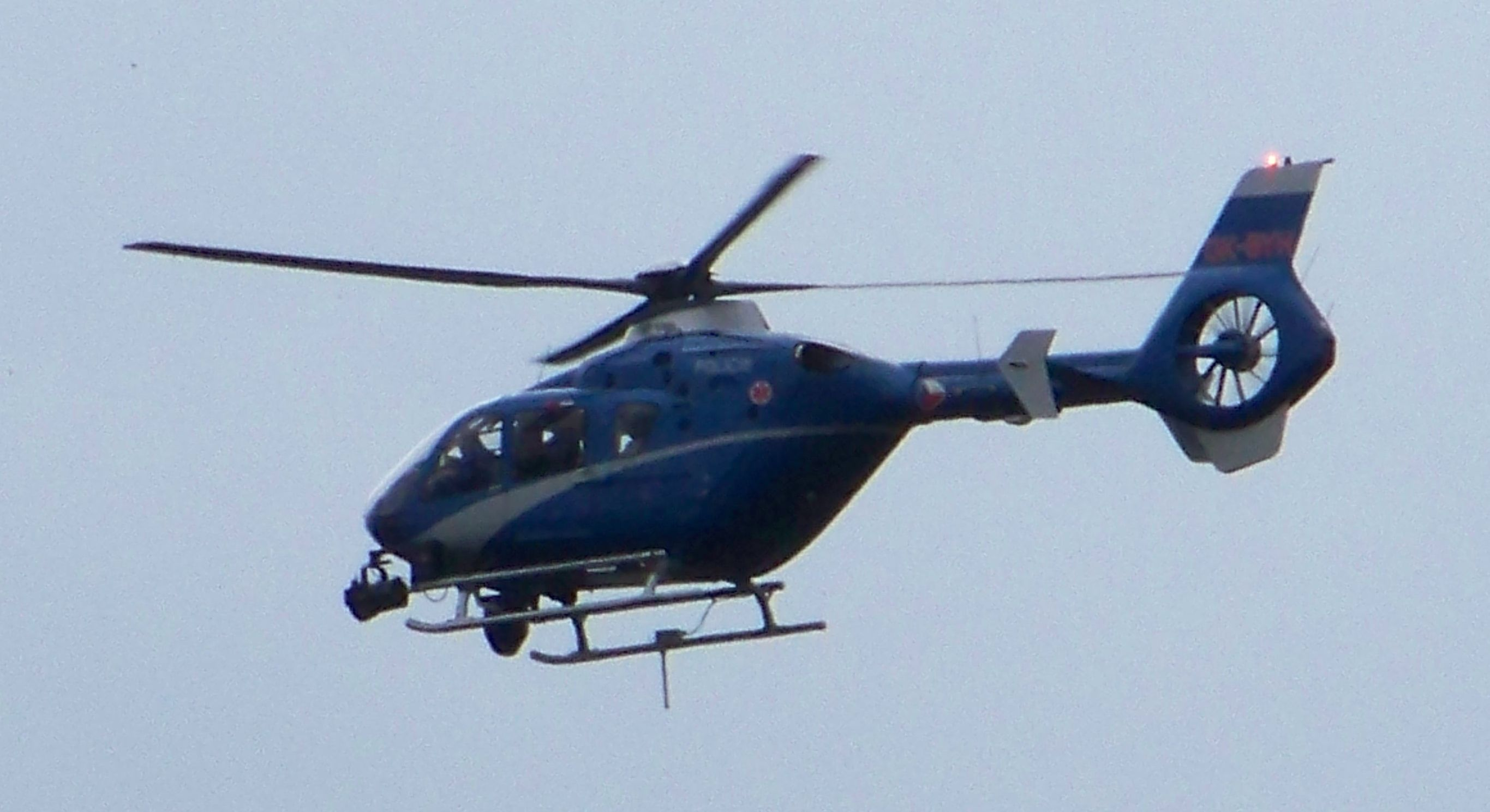
Vrtulník s imatrikulací OK-BYH v policejní konfiguraci

Výběrové řízení vyhrála společnost Eurocopter. Cena zakázky činila 1,441 miliard Kč. První vrtulník Eurocopter EC 135 T2 (OK-BYA) ve zdravotnické zástavbě byl dodán 22. prosince 2003. Po krátkém představení byl trvale nasazen pro leteckou záchrannou službu do Hradce Králové namísto vrtulníku Bo 105. Další dva kusy (OK-BYB, OK-BYC) dodané v roce 2004 disponovaly taktéž zdravotnickou zástavbou a nahradily vrtulníky Bell 412, které sloužily pro leteckou záchrannou službu v Praze a Brně. Poslední vrtulník EC 135 T2+ byl dodán 9. října 2008. Poslední dodaný vrtulník (OK-BYH) je proveden v univerzální zástavbě, kterou je možno kdykoliv přestavět na jinou (transportní, zdravotnickou atp.) dle potřeby. Ostatní čtyři vrtulníky jsou provedeny v civilní transportní úpravě pro účely Policie ČR. 10. října 2009 byl dodán šestý vrtulník Bell 412 ve verzi EP. Dodáním všech osmi kusů EC 135 a odprodejem posledních vrtulníků Bo 105 došlo ke kompletní modernizaci letadlového parku Policie ČR. V současně době disponuje Policie ČR devíti lehkými vrtulníky EC 135  ve verzích T2, T2+ a T3 (pojmenovaném Airbus H135) a v různých typech provedení a šesti vrtulníky Bell 412 ve variantách HP, EP a EPI. 2. března 2011 došlo poblíž Slaného k nehodě vrtulníku EC 135 T2 s imatrikulací OK-BYD. Při nehodě nebyl nikdo zraněn, ale vrtulník byl poškozen a dočasně provozu neschopný. Vrtulník byl opraven a byl opět nasazen do služby. V roce 2010 nebo 2011 byl odprodán vrtulník s imatrikulací OK-BYO do Indonésie. V srpnu 2011 tento stroj havaroval a byl vyřazen z letecké evidence.
V prosinci došlo k dalšímu rozšíření letadlového parku Letecké služby Policie ČR, když byl do služby nasazen zcela nový vrtulník Bell 412 ve verzi EPI (registrační značka OK-BYT). Jednalo se o první vrtulník svého druhu v Evropě a o čtvrtý kus na světě. Jako hlavní výhody uvedl šéf Letecké služby Policie ČR možnost využívat vrtulník v nočních hodinách díky modernímu vybavení, dále také vyšší výkon a moderní vybavení vrtulníku. Stroj za téměř 300 milionů korun byl hrazen z 85 % z fondů Evropské unie.
Nejnovějším vrtulníkem provozovaným Leteckou službou PČR je EC135 T3, nově označovaný jako Airbus H135, s imatrikulací OK-BYI. Jde o nejnovější variantu vrtulníku EC135 z dílny společnosti Airbus Helicopters. Model je přejmenovaný dle nových konvencí pro pojmenovávání vrtulníků této společnosti. Letecká služba převzala tento vrtulník 6. prosince 2019.

### Seznam aktuálně provozovaných vrtulníků

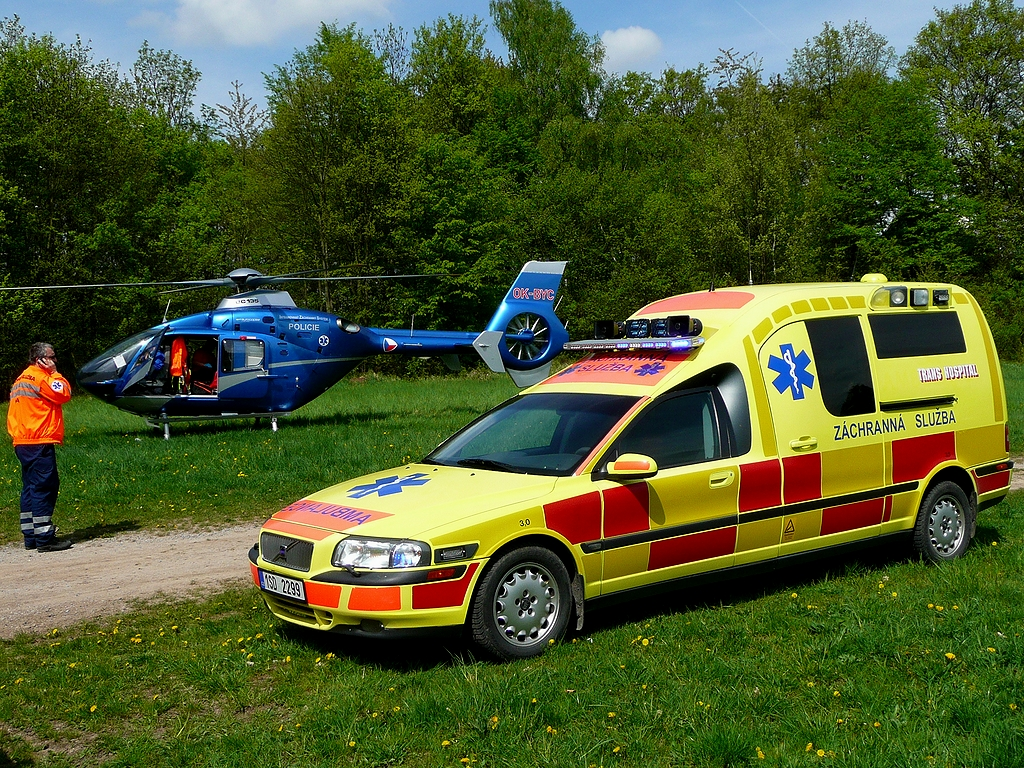
Vrtulník EC 135 T2 s imatrikulací OK-BYC ve spolupráci s nestátní záchrannou službou Trans Hospital

Data podle vrtulník.cz
| Typ vrtulníku         | Imatrikulace | Stav |
| Eurocopter EC 135 T2  | OK-BYA       |      |
| Eurocopter EC 135 T2  | OK-BYB       |      |
| Eurocopter EC 135 T2  | OK-BYC       |      |
| Eurocopter EC 135 T2  | OK-BYD       |      |
| Eurocopter EC 135 T2  | OK-BYE       |      |
| Eurocopter EC 135 T2  | OK-BYF       |      |
| Eurocopter EC 135 T2+ | OK-BYG       |      |
| Eurocopter EC 135 T2+ | OK-BYH       |      |
| Airbus H135           | OK-BYI       |      |
| Bell 412 HP           | OK-BYN       |      |
| Bell 412 HP           | OK-BYQ       |      |
| Bell 412 EP           | OK-BYP       |      |
| Bell 412 EP           | OK-BYR       |      |
| Bell 412 EP           | OK-BYS       |      |
| Bell 412 EPI          | OK-BYT       |      |

### Vybavení

#### Nosná zařízení
- palubní jeřáb: Slouží k vyzvedávání břemen z nepřístupného terénu nebo k manipulaci se záchranným košem. Stroje Bell 412 disponují palubním jeřábem o nosnosti 272 kg.[82][83]
- podvěsný hák: Je určen k uchycení externích břemen. U strojů Bell 412 má nosnost 2040 kg, lehké stroje EC 135 disponují hákem s nosností do 1000 kg.[82][84]
- slaňovací hrazda: Slouží k ukotvení slaňovacích lan.[85]
- záchranný koš: Slouží k záchraně osob v podvěsu.[82][85]
- nákladová rampa: Slouží k nakládce a vykládce materiálu.[85]

#### Prostředky k pátrání a ke sledování osob a věcí

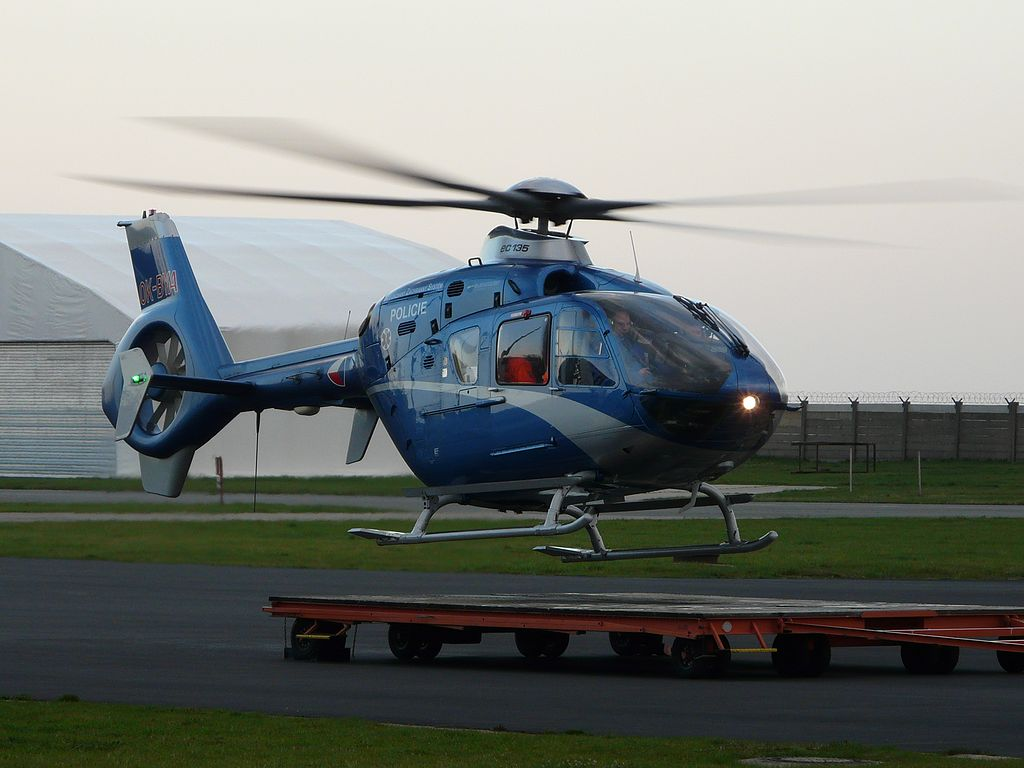
Vrtulník Eurocopter EC 135 T2 registrační značky OK-BYA ve zdravotnické konfiguraci

- pátrací světlomet Spectrolab SX-16 Nightsun: Xenonový světlomet o příkonu 1600 W, obsluhuje jej druhý pilot nebo operátor v nákladové kabině. Mohou jej nést stroje Bell 412.[82][86]
- termovize: Od roku 1981 byla k dispozici termovize polské výroby AGA u vrtulníků Mil Mi-8, Belly 412 disponovaly kamerou FLIR 2000 FN a nejnovějšími zařízeními pro tepelné snímání jsou termovizní kamery třetí generace (ULTRA FORCE II).[87]
- brýle pro noční vidění: Jsou součástí přilby u strojů Bell 412 a EC 135.[82][88]
- vyhledávací radiokompas: Je určen pro vyhledávání signálů na nouzových frekvencích 121,5 MHz a 243 MHz v případě havárie letadla.[89]
- vnější reproduktor se sirénou: K dispozici pouze pro stroje Bell 412, reproduktory nejsou kvůli špatné slyšitelnosti instalovány.[82][90]

#### Zdravotnické vybavení
Zdravotnické vybavení se téměř neliší od vybavení sanitních vozidel. Vybavení zahrnuje defibrilátor-kardiostimulátor, nosítka, vakuovou matraci, scoop rám, krční límce, dlahy, tlakový monitor, pulzní oxymetr, odsávačku, termofólii, infuzní pumpu, přikrývku, plicní ventilátor, průtokoměr, kyslíkové lahve, sterilní a nesterilní rukavice, sterilní a nesterilní obvazový materiál, injekční stříkačky a jehly, ampule s léky, infuzní sety, spojovací hadičky, gumové škrtidlo, laryngoskop, zdravotnické nástroje a další vybavení. Zástavba je řešena modulárně – lze ji kdykoliv vyměnit za jiný typ zástavby. Vybavení je upevněno na vodících kolejnicích na podlaze. V interiéru je užito především odlehčených materiálů (hliník, plast).

#### Další vybavení
- bambi vak: Integrovaný protipožární systém určený k hašení požárů v podvěsu. Pro stroje EC 135 je určen bambi vak o objemu 465 litrů, dva bambi vaky o objemu 795 litrů a jeden o objemu 1000 litrů jsou k dispozici pro stroje Bell 412.[82][90]
- pohyblivá digitální mapa: Pouze u strojů Bell 412.[90]

## Významné zásahy
Mezi významné zásahy v rámci integrovaného záchranného systému patří hašení požárů v podvěsu pomocí bambi vaku. Kromě hašení požárů v Česku se objevily české policejní stroje Bell 412 dvakrát také v zahraničí. Bambi vaky byly využity v roce 2000 k hašení rozsáhlých lesních požárů v Makedonii a také ve Slovenském ráji, kde zasahovaly mimo českých a slovenských vrtulníků také vrtulníky z Polska a Maďarska. Zvláštností oproti evropským zemím je skutečnost, že hašení neprovádí Hasičský záchranný sbor České republiky, ale Letecká služba Policie ČR.
Velmi často jsou vrtulníky Policie ČR nasazovány v pátracích akcích. Obvykle se jedná o pátrání po pohřešovaných osobách, méně často pak po věcech (např. odcizených automobilech). Vrtulníky jsou využívány i při monitorování oblastí, například v roce 2005 při technopárty CzechTek 2005.
Při povodních na Moravě v roce 1997 zasahovala řada vrtulníků LS PČR. Požadavek operačnímu středisku Letecké služby Policie ČR na zapojení letecké techniky do záchranných akcí byl předán 6. července 1997 a první stroje byly nasazeny o den později. Během nejkritičtější fáze povodní, mezi 7.–11. červencem, byla nasazena téměř veškerá technika. Na hlavní základně LS PČR v Praze zůstal pouze jeden vrtulník zajišťující nadále leteckou záchrannou službu, jež byl mimořádně připraven i pro plnění jiných pohotovostních úkolů. Kromě toho nebyl nasazen jeden z těžkých strojů Mil Mi-8, který byl dočasně odstaven.
Letecká služba zahájila intenzivní spolupráci s Hasičským záchranným sborem Moravskoslezského kraje a Policie ČR Správy Severomoravského kraje. Obě instituce nezávisle na sobě vysílaly požadavky pro nasazení záchranných vrtulníků. Tak se projevila obrovská nekoordinovanost všech záchranných složek, když bylo oznámeno vyslání vrtulníku Bell 412 z Prahy na požadavek hasičského záchranného sboru a vrtulníku MBB Bo 105 z Brna na požadavek Policie ČR Správy Severomoravského kraje.
V oblasti východní Moravy bylo trvale od 7. července nasazeno 6 až 8 vrtulníků, 20 pilotů a operátorů a 8 techniků. Kromě záchranných akcí zahrnujících záchranu osob se podílely policejní vrtulníky na humanitárním zásobování obyvatelstva a zajišťování materiální pomoci. Jednou z dalších činností bylo i monitorování situace ve východních Čechách, především v okolí Hradce Králové. Některé zdroje uvádějí, že lety policejních vrtulníků byly jako jediné koordinovány, avšak nejméně medializovány.
V průběhu 7. července 1997 byl nasazen stroj Bo 105 v oblasti Bruntálska, provedl 15 záchranných letů, přepravil 45 cestujících a evakuoval 22 osob. Stroj Bell 412 byl ve stejném dni nasazen v okolí Šumperka, kde provedl 33 záchranných letů, přepravil 121 cestujících a evakuoval 43 osob. Těžký Mil Mi-8 zasahoval v okolí Valašského Meziříčí, provedl 27 záchranných letů, přepravil 112 cestujících a evakuoval 36 osob. Všechny vrtulníky ukončily činnost ve večerních hodinách na Letišti Ostrava-Mošnov. V následujících dnech byly vrtulníky využívány ve větší míře k plnění dalších úkolů, mimo jiné k přepravě vládních delegací do postižených oblastí.
Další významné záchranné akce prováděly vrtulníky LS PČR při povodních v Čechách v roce 2002. Celkově bylo provedeno na 444 záchranných letů.